# Lucanus
Lucanus es un género de coleópteros de la familia Lucanidae. Se encuentran en Norteamérica y Eurasia. Los machos de algunas especies tienen mandíbulas muy grandes.

## Lista de especies
Está compuesto por alrededor de 50 especies:
- Lucanus adelmae
- Lucanus angusticornis
- Lucanus atratus
- Lucanus aungsani
- Lucanus barbarossa
- Lucanus bidentis
- Lucanus boileaui
- Lucanus brivioi
- Lucanus bruanti
- Lucanus cambodiensis
- Lucanus cantori
  - Lucanus cantori cantori
  - Lucanus cantori colasi
- Lucanus capreolus
- Lucanus cervus
- Lucanus cheni
- Lucanus choui
- Lucanus confusus
- Lucanus continentalis
- Lucanus convexus
- Lucanus cyclommatoides
- Lucanus datunensis
- Lucanus davidis
- Lucanus delavayi
- Lucanus denticulus
- Lucanus derani
- Lucanus deuvei
- Lucanus deuveianus
- Lucanus didieri
- Lucanus dirki
- Lucanus dohertyi
- Lucanus dongi
- Lucanus dybowskyi
- Lucanus elaphus
- Lucanus fairmairei
- Lucanus fanjingshanus
- Lucanus feglini
- Lucanus fonti
- Lucanus formosanus
- Lucanus formosus
- Lucanus fortunei
- Lucanus fryi
- Lucanus fujianensis
- Lucanus fujitai
- Lucanus fukinukii
- Lucanus gamunus
- Lucanus gennestieri
- Lucanus gracilis
- Lucanus groulti
- Lucanus hayashii
- Lucanus hermani
- Lucanus hewenjiae
- Lucanus hildegardae
- Lucanus ibericus
- Lucanus imitator
- Lucanus jeanvoinei
- Lucanus kanoi
- Lucanus kazumiae
- Lucanus kerleyi
- Lucanus kirchneri
- Lucanus klapperichi
- Lucanus koyamai
- Lucanus kraatzi
- Lucanus kurosawai
- Lucanus laminifer
  - Lucanus laminifer laminifer
  - Lucanus laminifer vitalisi
- Lucanus langi
- Lucanus lesnei
- Lucanus liuyei
- Lucanus luci
- Lucanus ludivinae
- Lucanus lunifer
  - Lucanus lunifer franciscae
  - Lucanus lunifer lunifer
- Lucanus maculifemoratus
- Lucanus maedai
- Lucanus manai
- Lucanus marazziorum
- Lucanus masumotoi
  - Lucanus masumotoi masumotoi
  - Lucanus masumotoi ogakii
- Lucanus mazama
- Lucanus mearesii
- Lucanus miwai
- Lucanus miyashitai
- Lucanus nangsarae
- Lucanus ngheanus
- Lucanus nobilis
- Lucanus nosei
- Lucanus nyishwini
- Lucanus oberthuri
- Lucanus parryi
- Lucanus pesarinii
- Lucanus placidus
- Lucanus planeti
- Lucanus plossi
- Lucanus prometheus
- Lucanus pseudosingularis
- Lucanus pulchellus
- Lucanus satoi
- Lucanus schenki
- Lucanus sericeus
  - Lucanus sericeus ohbayashii
  - Lucanus sericeus sericeus
  - Lucanus sericeus teshii
- Lucanus smithii
- Lucanus speciosus
- Lucanus sukkiti
- Lucanus swinhoei
  - Lucanus swinhoei continentalis
  - Lucanus swinhoei swinhoei
- Lucanus szetschuanicus
  - Lucanus szetschuanicus lati
  - Lucanus szetschuanicus szetschuanicus
- Lucanus takakuwai
- Lucanus tetraodon
  - Lucanus tetraodon argeliensis
- Lucanus thasaensis
- Lucanus thibetanus
  - Lucanus thibetanus isak
  - Lucanus thibetanus katsurai
  - Lucanus thibetanus thibetanus
- Lucanus tsukamotoi
- Lucanus victorius
- Lucanus viheari
- Lucanus villosus
- Lucanus wemcheni
- Lucanus westermanni
- Lucanus wittmeri
- Lucanus wuyishanensis
- Lucanus xerxes
- Lucanus ziliolii

## Galería

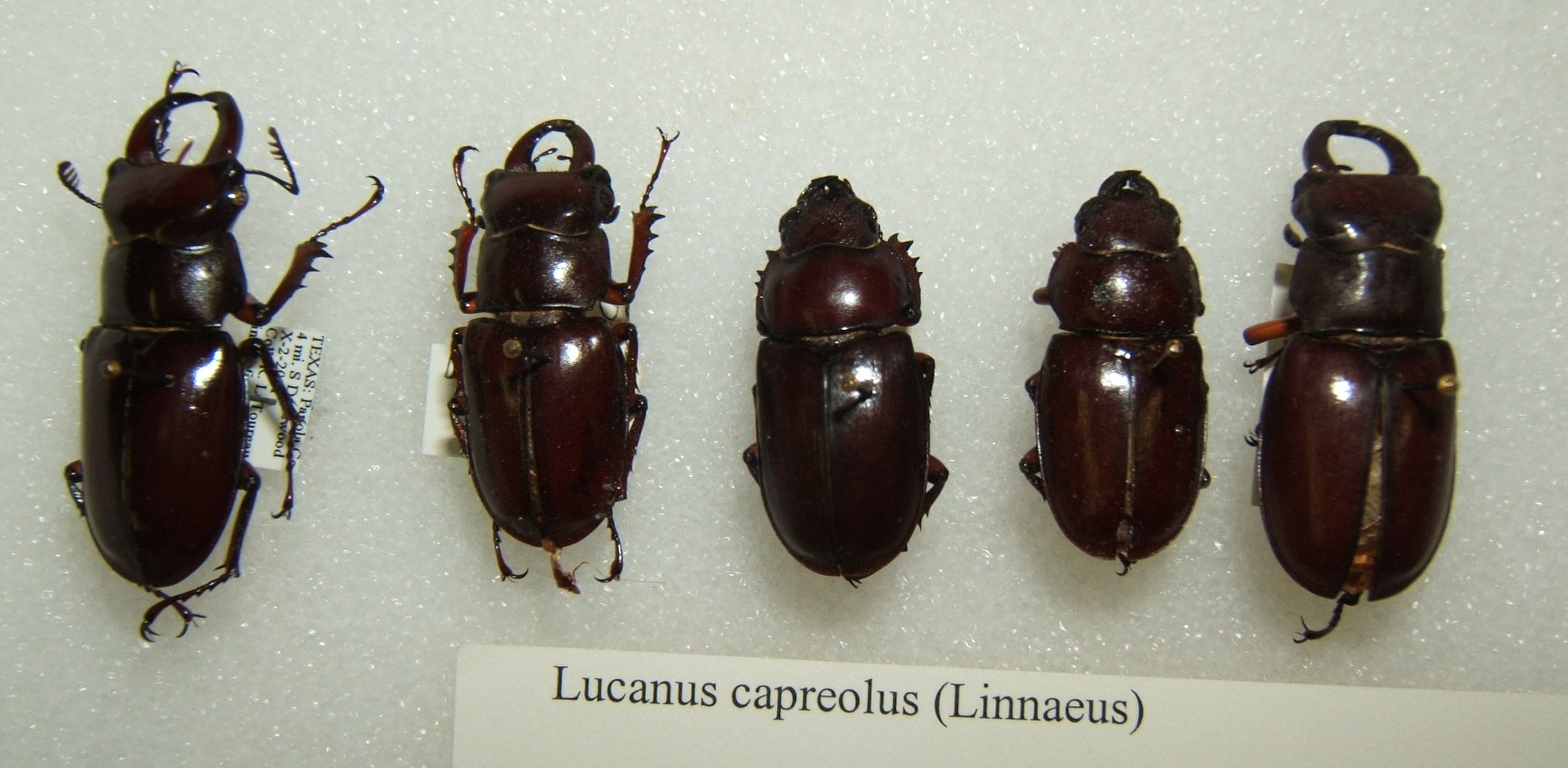
Lucanus capreolus
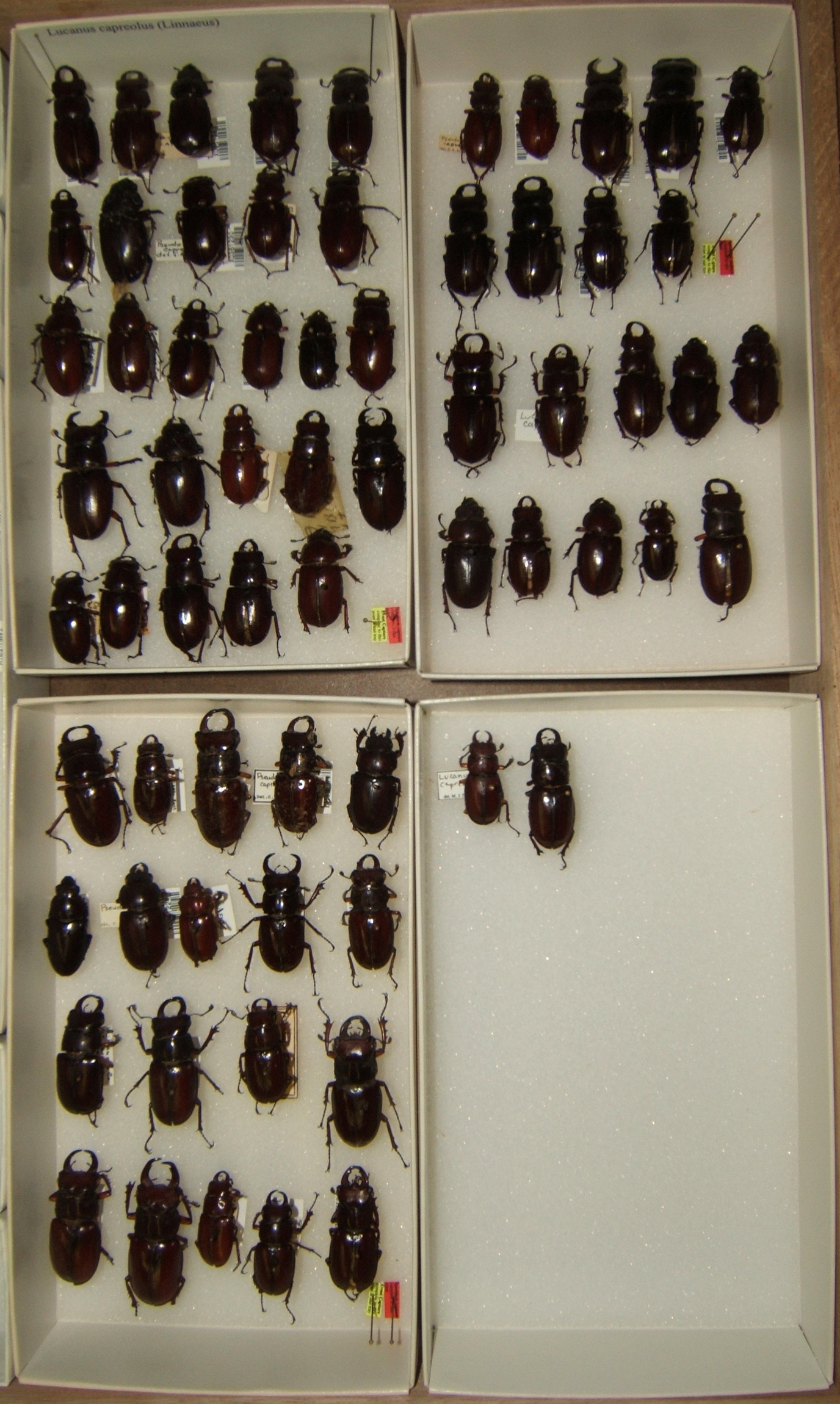
Lucanus capreolus variaciones
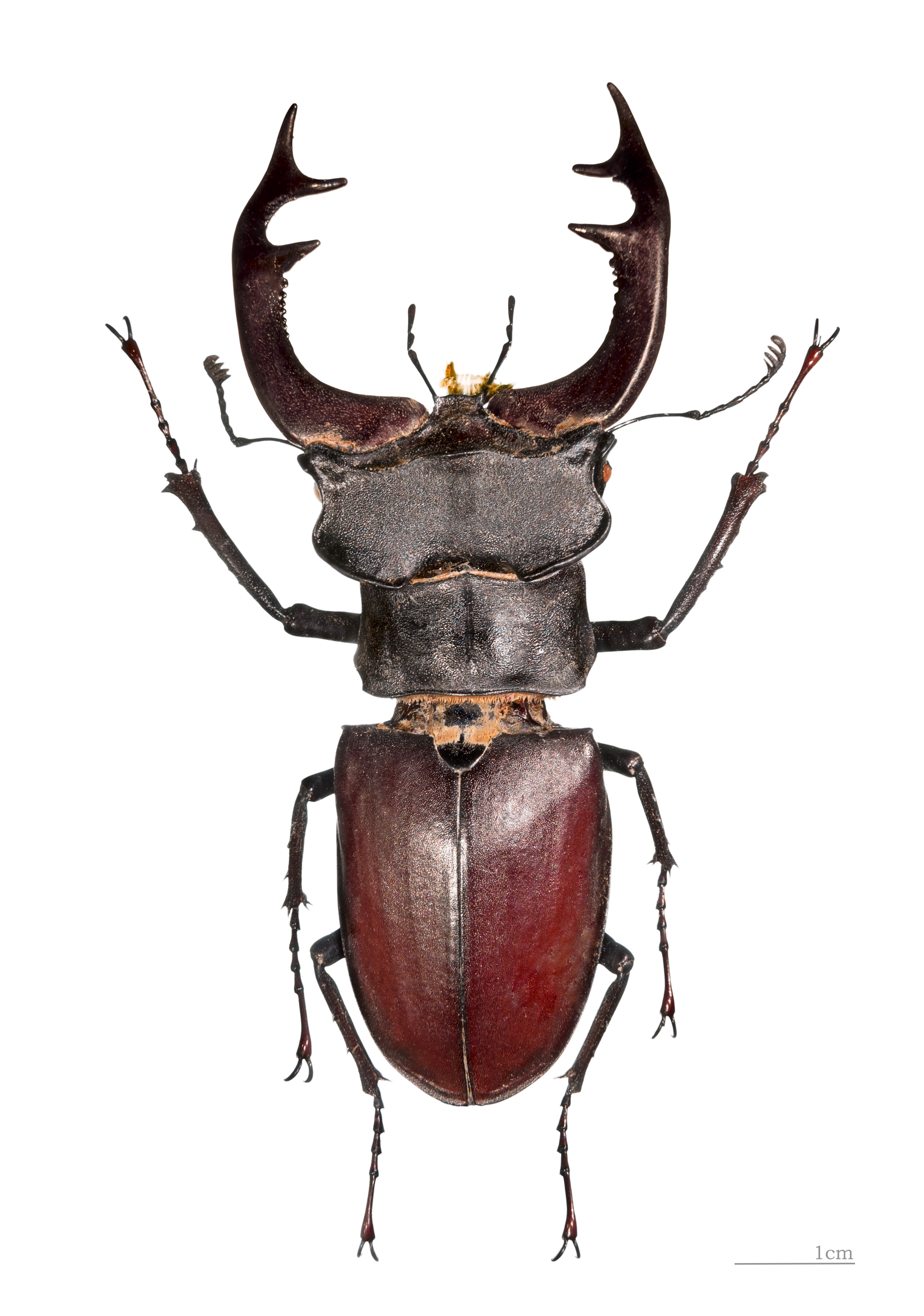
Lucanus cervus
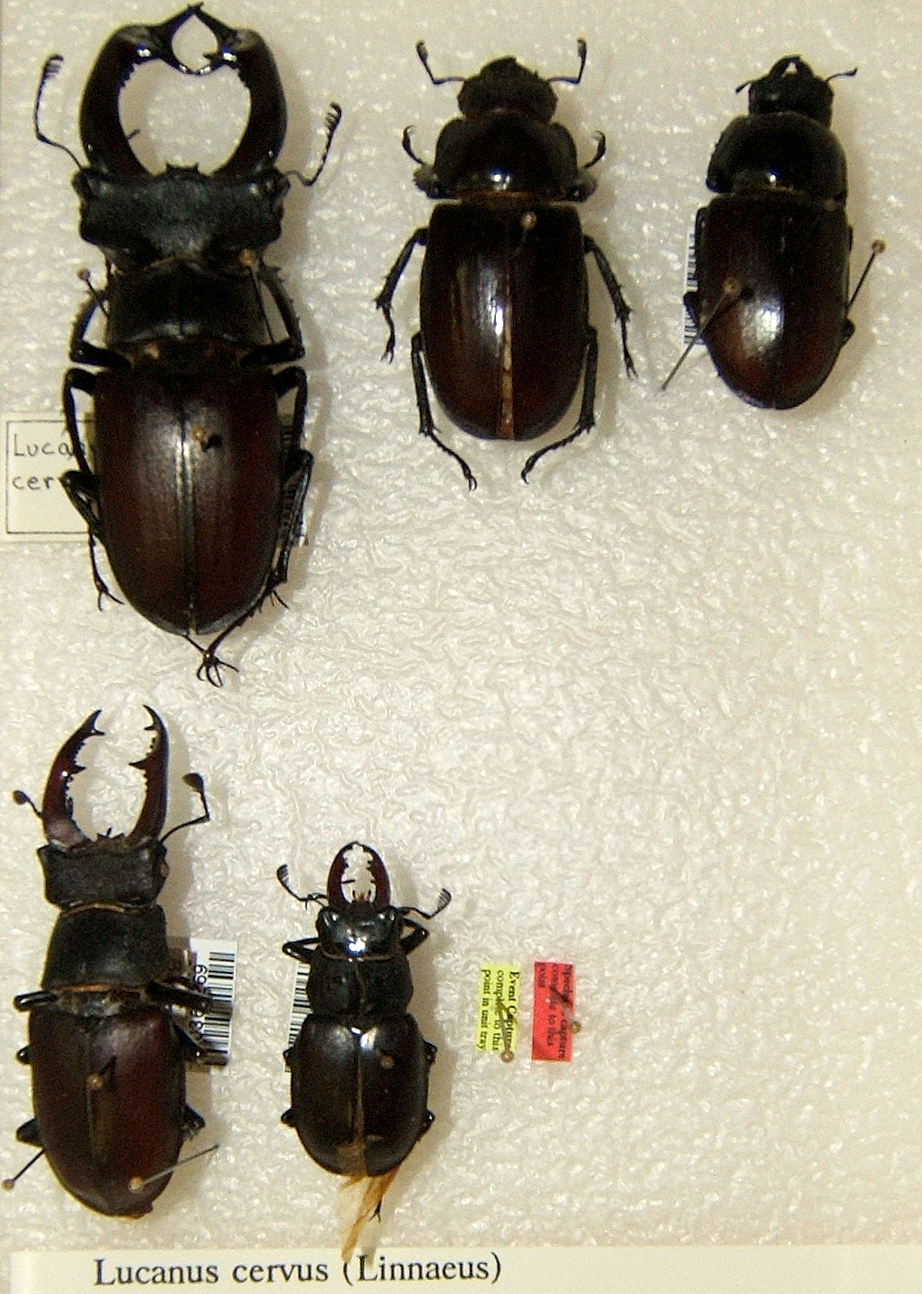
Lucanus cervus variaciones
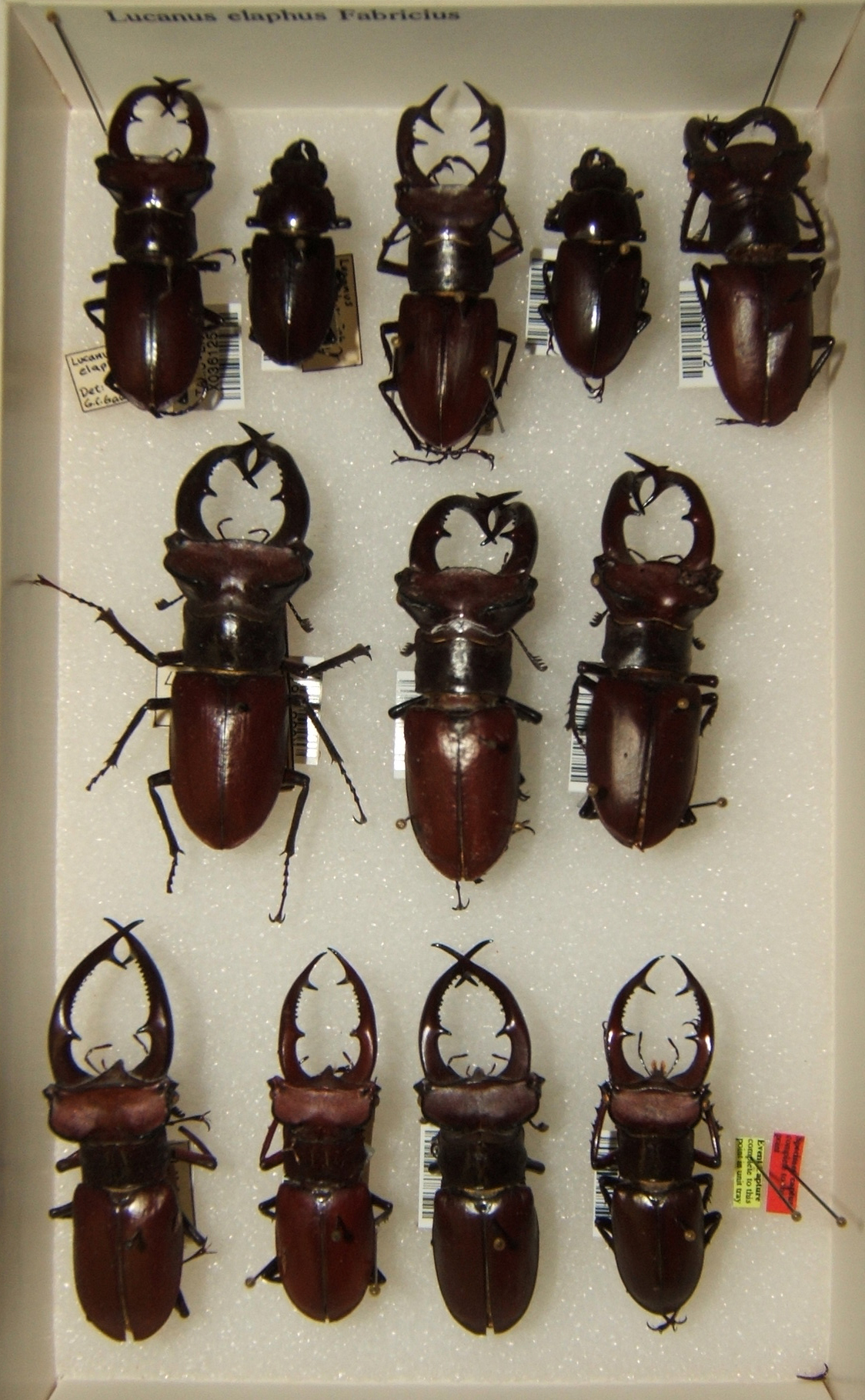
Lucanus elaphus  variaciones
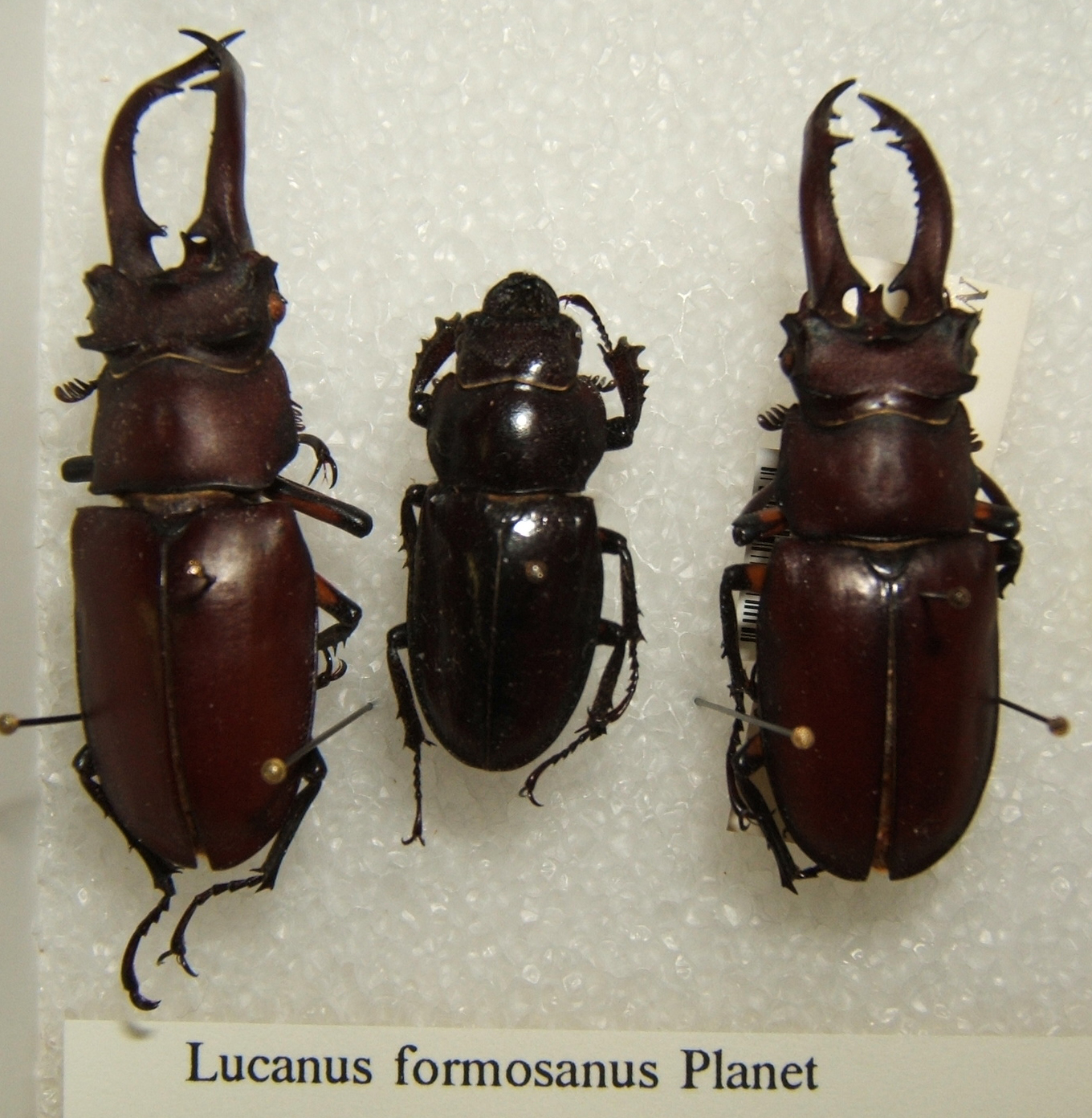
Lucanus formosanus
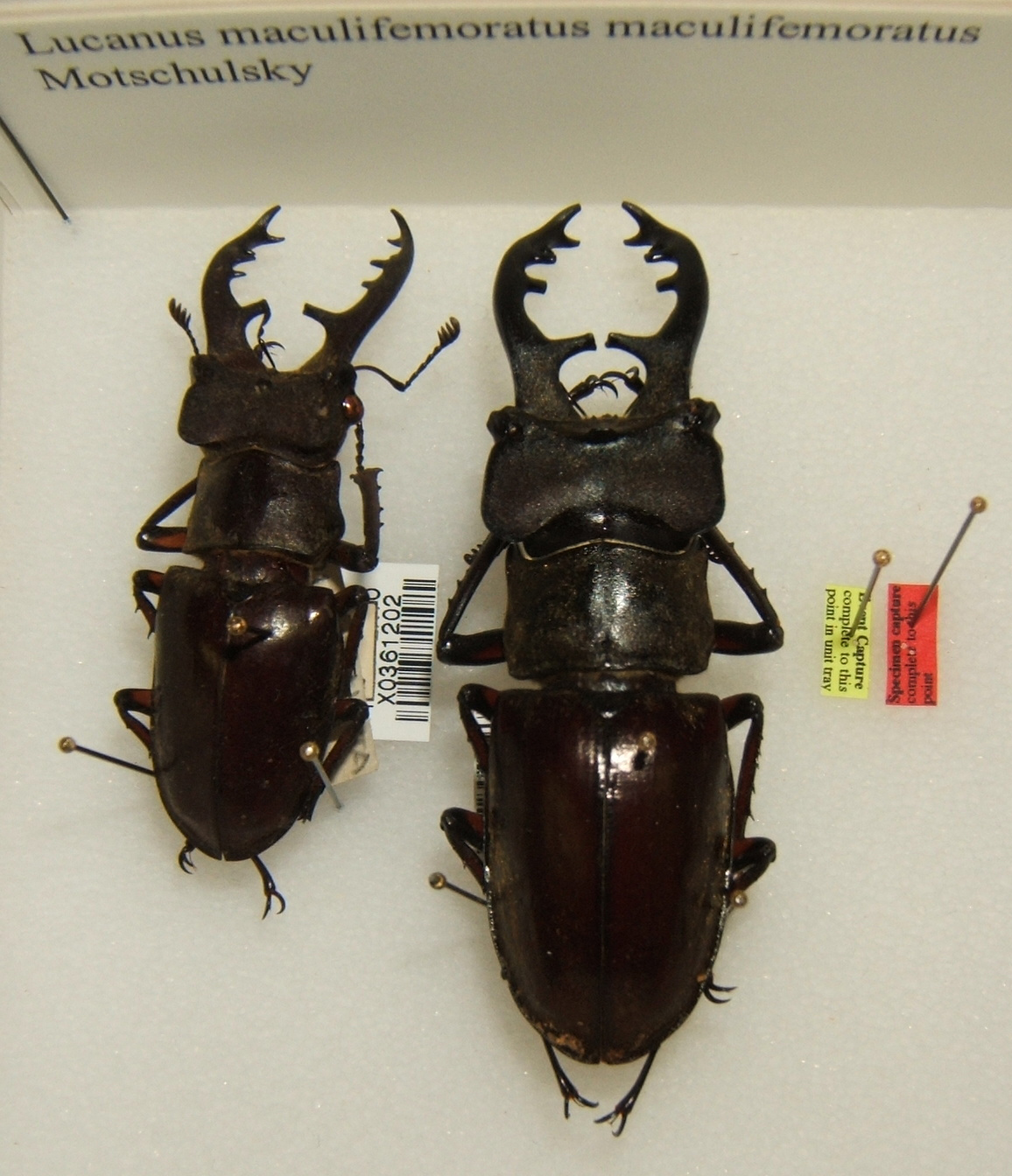
Lucanus maculifemoratus maculifemoratus
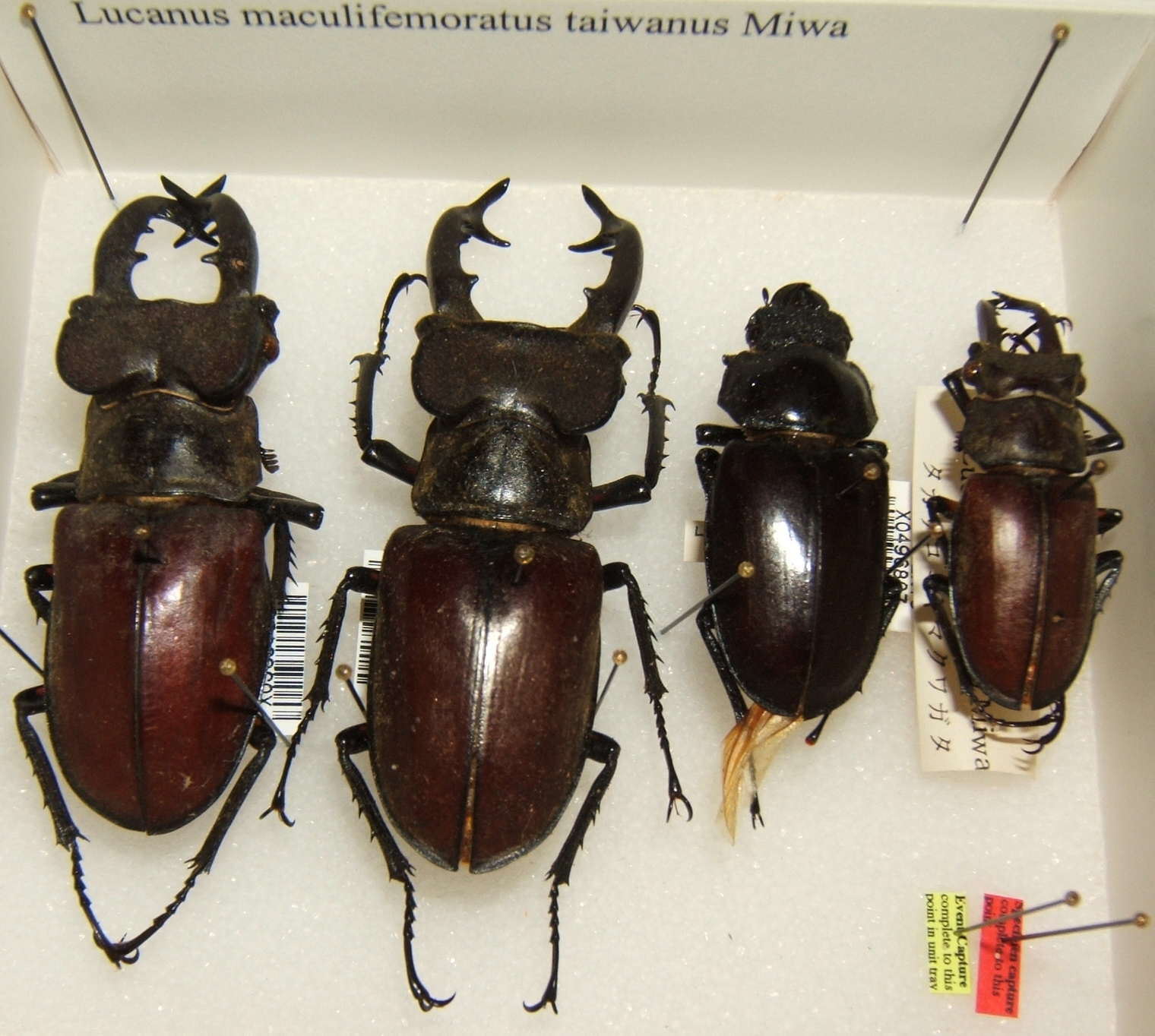
Lucanus maculifemoratus taiwanus
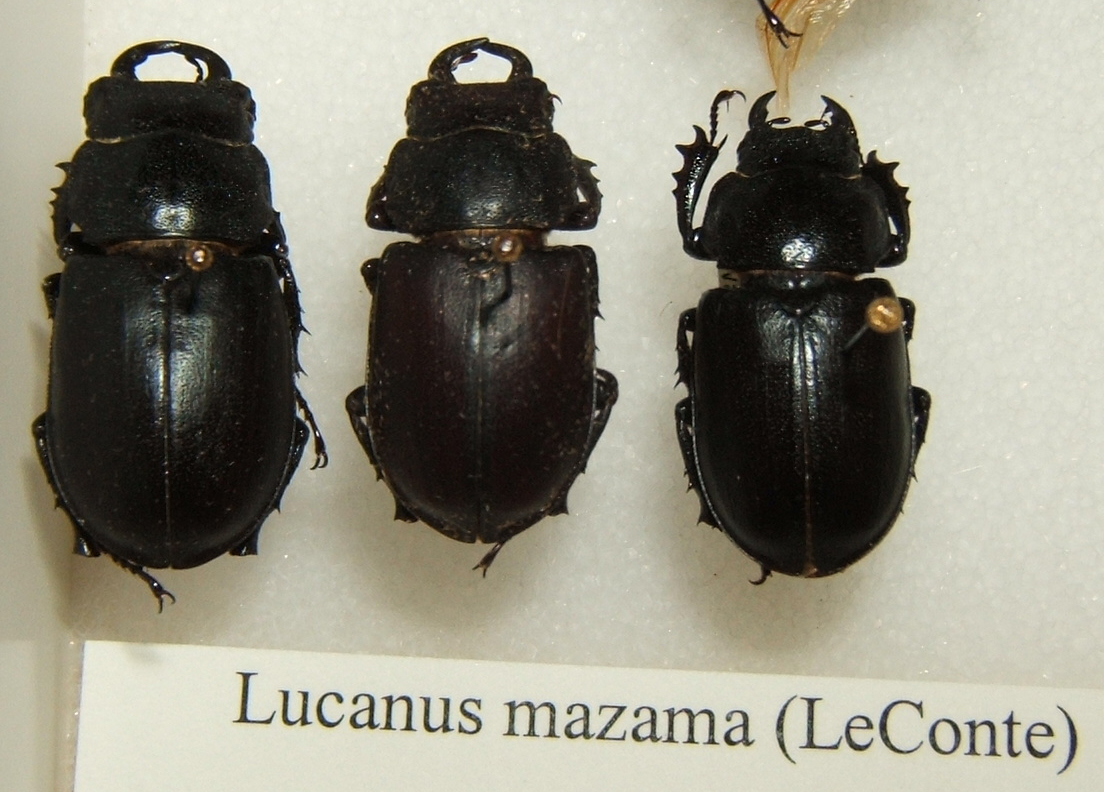
Lucanus mazama
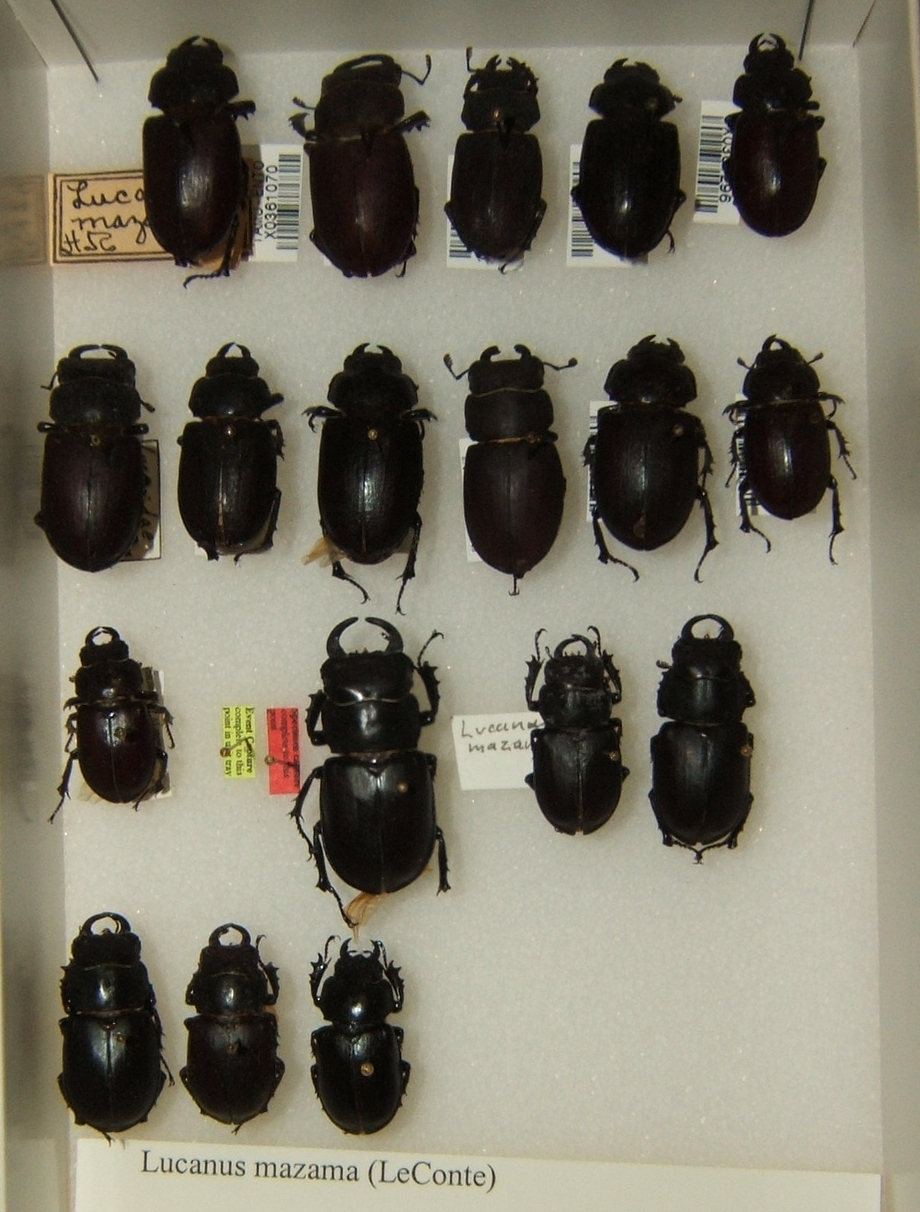
Lucanus mazama  variaciones
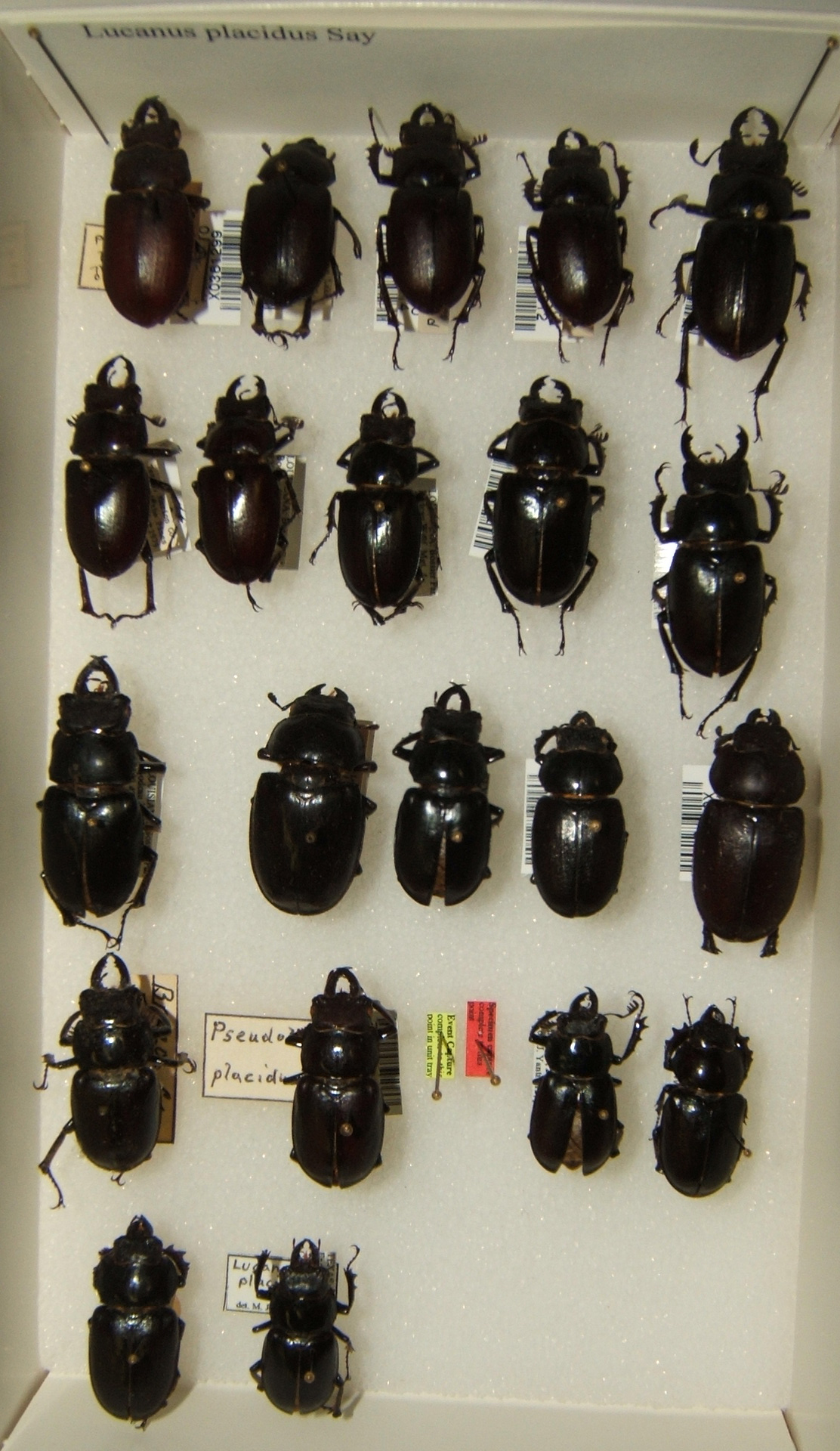
Lucanus placidus  variaciones
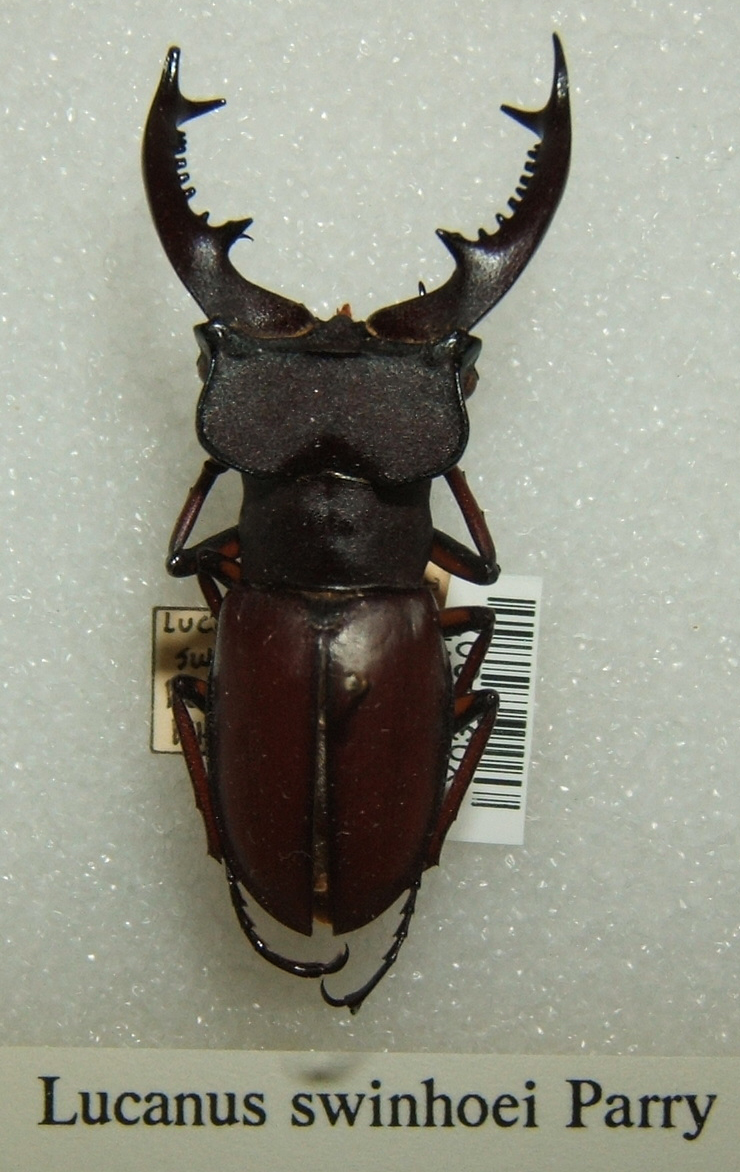
Lucanus swinhoei
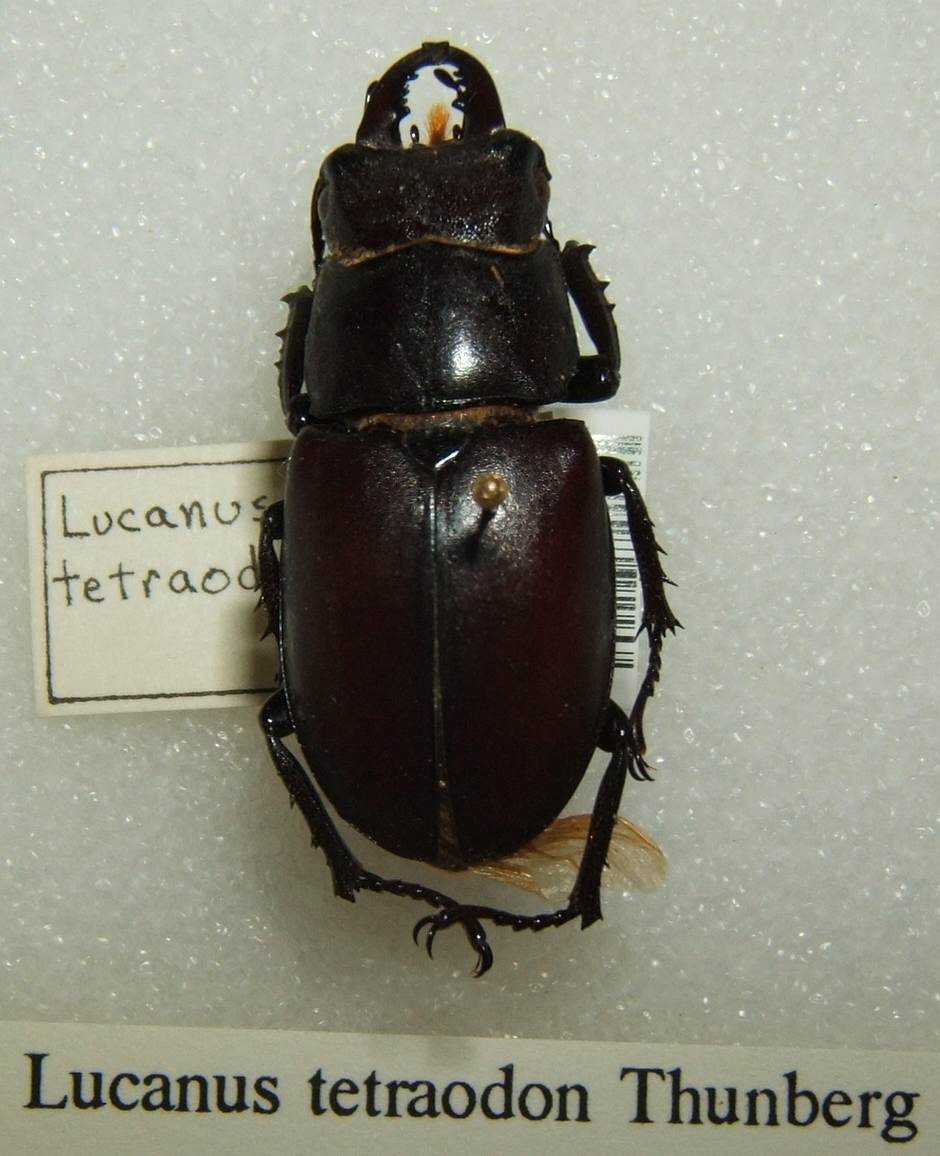
Lucanus tetraodon